# برتا ام۹

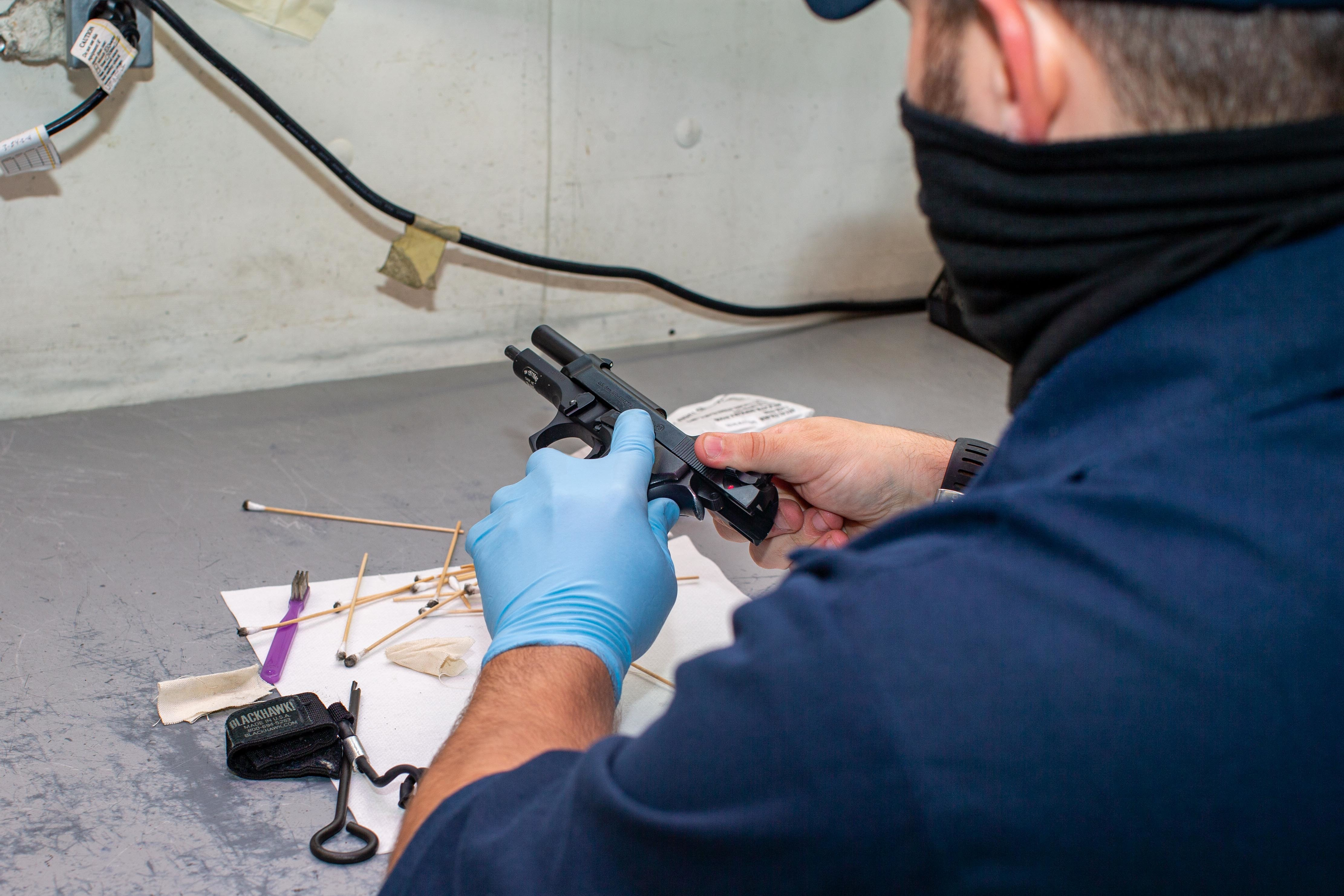
برتا ام۹ (به ایتالیایی: Beretta M9) پیستول نیمه‌اتوماتیکی با کالیبر ۹ میلی‌متری از شرکت ایتالیایی برتا است که به سفارش نیروهای نظامی ایالات متحده آمریکا طراحی شده

برتا ام۹ (به ایتالیایی: Beretta M9) پیستول نیمه‌اتوماتیکی با کالیبر ۹ میلی‌متری از شرکت ایتالیایی برتا است که به سفارش نیروهای نظامی ایالات متحده آمریکا طراحی شده و از سال ۱۹۸۵ در خدمت ارتش آمریکا قرار گرفته‌است. برتا ام۹ به عنوان سلاح کمری سازمانی ارتش آمریکا جایگزین کلت ام۱۹۱۱ شده است. تپانچه ام۹ یکی از انواع برتا ۹۲ است. این اسلحه فشنگ‌های ۹×۱۹ م‌م پارابلوم (فشنگ استاندارد تپانچه و مسلسل دستی ناتو) را شلیک می‌کند. خشاب استاندارد آن ظرفیت ۱۵ فشنگ را دارد و وزن خالی آن ۹۵۲ گرم و وزن پر ۱۱۶۲ گرم است. طول تفنگ هم ۲۱.۷ سانتی متر است که ۱۲.۵ سانتی‌متر طول لوله است. سرعت گلوله در هنگام خروج از دهانه این سلاح ۳۸۱ متر بر ثانیه است.